# Cantaracillo
Cantaracillo település Spanyolországban, Salamanca tartományban.  Lakosainak száma 190 fő (2024).

## Népesség
A település népessége az elmúlt években az alábbi módon változott:
| Lakosok száma | 267  | 249  | 227  | 225  | 213  | 203  | 194  | 190  | 193  | 190  |
|               | 2001 | 2004 | 2007 | 2009 | 2012 | 2014 | 2017 | 2019 | 2022 | 2024 |